# Felicjan Libiszowski
Felicjan Libiszowski herbu Wieniawa – podstoli rawski, cześnik opoczyński w 1791 roku, wojski rawski w 1788 roku, miecznik opoczyński w 1783 roku, prezes Komisji Cywilno-Wojskowej, marszałek województwa rawskiego i powiatu bialskiego w konfederacji targowickiej w 1792 roku, kapitan artylerii koronnej.
W 1764 roku był elektorem Stanisława Augusta Poniatowskiego.